# Achimélech
Achimélech (אחימלך, Αβιμελεχ) est un personnage biblique, cité dans le Premier Livre de Samuel. Il est grand-prêtre de Nob, puisque le Tabernacle avait été installé alors à Nob. Achimélech est fils d'Achitob et père d'Abiathar (le seul de ses fils qui survécut au massacre de Nob et rejoignit David). Achimélech est aussi frère d'Achias, mais selon un grand nombre de biblistes, Achimélech et Achias seraient en fait la même personne. Il descend d'Aaron par la lignée d'Ithamar.

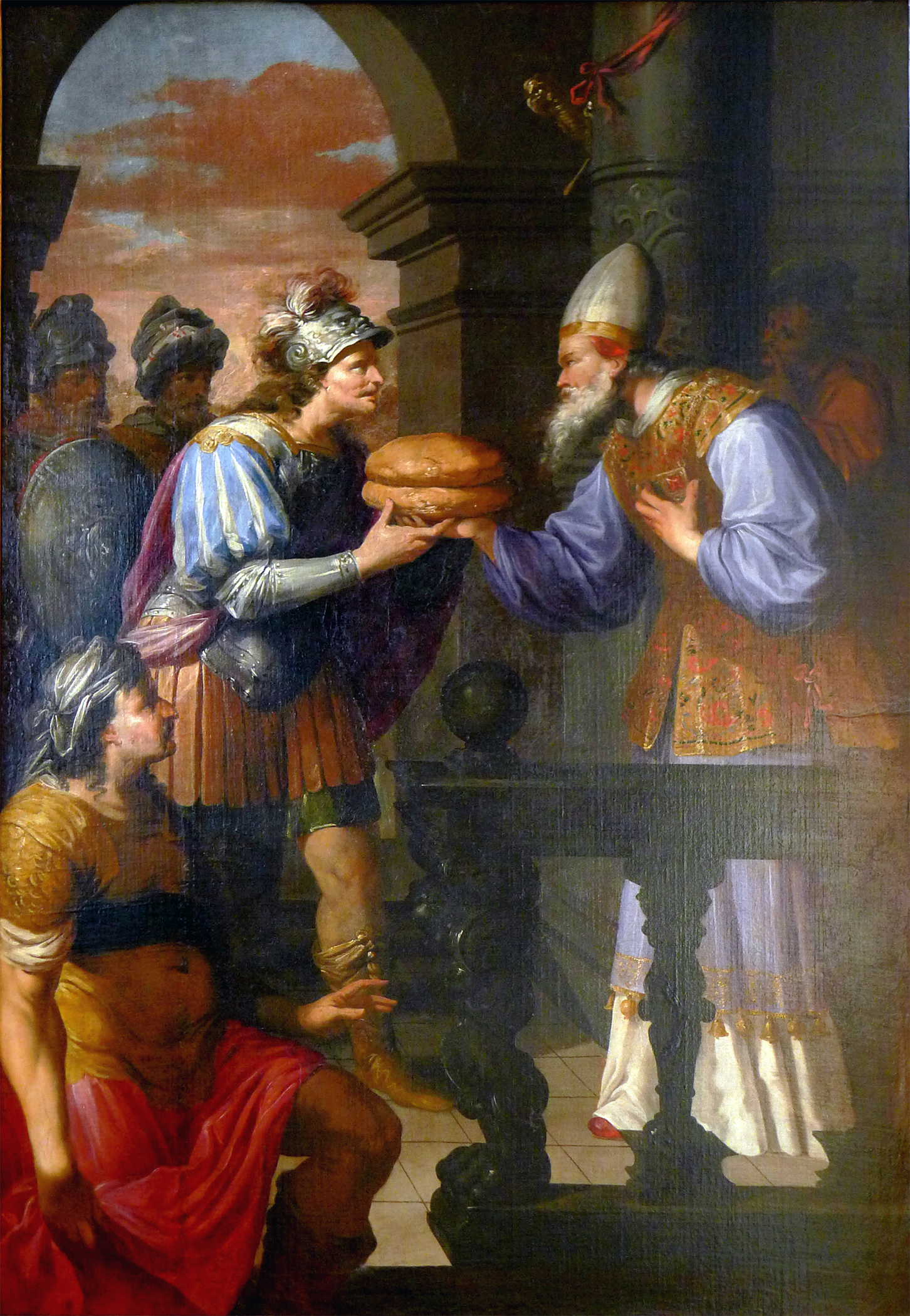
David et Achimélech (par Ferdinand Elle, église Notre-Dame-des-Blancs-Manteaux).

Quand David s'enfuit de chez Saül à Nob, Achimélech lui donna du pain de proposition (en) pourtant réservé aux seuls prêtres sacrificateurs. Il le donna donc en signe de nécessité et de bienvenue. De plus il lui donna aussi l'épée de Goliath le Philistin, tué auparavant par David dans la vallée des Térébinthes. Achimélech et quatre-vingt-quatre prêtres furent tués plus tard par Doëg l'Edomite sur ordre de Saül (1 Sam XXII, 18) pour avoir accueilli ainsi David, puis tous les habitants de la ville de Nob, ville sacerdotale, « hommes et femmes, enfants et nourrissons, bœufs, ânes et brebis, furent passés au fil de l’épée. » Par la suite, le pontificat passa sous le règne de David non seulement dans la lignée d'Ithamar (par Abiathar à l'autel de Jérusalem), mais aussi dans celle d'Éléazar (par Sadoc à l'autel de Gabaon, comme l'avait voulu Saül après le massacre de Nob). Ainsi David, de même qu'il réunit dans la nation des Hébreux les partis de Juda et d'Israël, en sa personne royale, de même permit-il que deux grands prêtres pussent coexister.
Il lui est fait allusion dans le Nouveau Testament lorsque Jésus se souvient de la fuite de David chez Achimélech et du don du pain de proposition (Matthieu 12,3f ; Marc 2,25 ; Luc 6,3), rappelant que « le sabbat a été fait pour l'homme et non pas l'homme pour le sabbat. » La loi n'est pas enfreinte s'il y a nécessité.